# Monday Night Combat
Monday Night Combat est un jeu vidéo de type MOBA et tir à la troisième personne développé par Uber Entertainment et édité par Microsoft Game Studios, sorti en 2010 sur Windows et Xbox 360.

## Accueil
- Jeuxvideo.com : 15/20[1]
- PC Gamer : 91 %[2]